# Aequorea nanhainensis
Aequorea nanhainensis is een hydroïdpoliep uit de familie Aequoreidae. De poliep komt uit het geslacht Aequorea. Aequorea nanhainensis werd in 2009 voor het eerst wetenschappelijk beschreven door Xu, Huang & Du. 